# アスペルギロペプシンI
アスペルギロペプシンI(Aspergillopepsin I, EC 3.4.23.18)は、以下の化学反応を触媒する酵素である。
幅広い基質特異性でタンパク質を加水分解する。一般にP1位及びP1'位に疎水性残基を持つものを選択するが、P1位にリシンを持つものも許容し、トリプシノーゲンを活性化する。レンネットは切断しない。
この酵素は、様々なコウジカビ(Aspergillus属)が持つ。